# Bigadiç Belediyesi Spor Kulübü
Il Bigadiç Belediyesi Spor Kulübü è un club di pallavolo maschile turco, con sede a Bigadiç: milita nel campionato turco di Efeler Ligi.

## Storia
Il Bigadiç Belediyesi Spor Kulübü viene fondato nel 2010. Raggiunge la serie cadetta del campionato turco per la prima nel 2014, militandovi per una sola annata. Dal 2016 torna ininterrottamente in Voleybol 1. Ligi, finché nel 2023 acquista i diritti sportivi dell'Hekimoğlu, approdando in Efeler Ligi.

## Rosa 2023-2024
| N° | Nome               | Ruolo | Data di nascita   | Nazionalità sportiva |
| -- | ------------------ | ----- | ----------------- | -------------------- |
| 1  | Görkem Yazgan      | P     | 3 giugno 1991     | Turchia              |
| 2  | Vefa Yılmaz        | P     | 24 febbraio 1982  | Turchia              |
| 3  | İlker Çakır        | S     | 1º gennaio 2001   | Turchia              |
| 5  | Taha Erden         | S     | 13 gennaio 2002   | Turchia              |
| 6  | Eren Kanlı         | S     | 16 gennaio 1999   | Turchia              |
| 7  | Andaç Kapan        | O     | 4 aprile 1990     | Turchia              |
| 9  | Behnam Ebrahimi    | S     | 7 settembre 1996  | Iran                 |
| 10 | Gökhan Çatal       | P     | 14 febbraio 1990  | Turchia              |
| 11 | Yiğit Yıldız       | C     | 21 luglio 1999    | Turchia              |
| 12 | Arinze Nwachukwu   | O     | 15 agosto 2002    | Nigeria              |
| 13 | Kadir Bircan       | C     | 10 aprile 1996    | Turchia              |
| 15 | Salih Özdemir      | L     | 10 settembre 1993 | Turchia              |
| 16 | Berk Dilmenler     | O     | 29 luglio 2004    | Turchia              |
| 17 | Evandro de Souza   | S     | 18 aprile 1988    | Brasile              |
| 20 | Murat Al           | C     | 19 ottobre 2000   | Turchia              |
| 23 | Altay Demirci      | S     | 14 aprile 1999    | Turchia              |
| 99 | Tayeb Einisamarein | C     | 30 maggio 1997    | Iran                 |